# Урасов, Михаил Иванович
Михаи́л Ива́нович Урасов (род. 29 апреля 1962 года, хутор Фомихинский, Серафимовичского района, Волгоградской области) — российский военачальник, генерал-лейтенант (Указ Президента Российской Федерации № 1508 от 9.11.2012), первый заместитель командующего Приволжским округом войск национальной гвардии Российской Федерации (г. Нижний Новгород).

## Биография
- с 1979 по 1983 год - курсант Киевского высшего общевойскового командного училища имени М.Фрунзе (г. Киев)
- с 1983 года — переводчик роты радио и радиотехнической разведки, командир десантно-штурмового взвода, командир разведывательной десантной роты отдельного разведывательного батальона мотострелковой дивизии Приволжского военного округа
- с 1989 года — выполнение интернационального долга (Мозамбик)
- с 1990 года — начальник разведки мотострелкового полка Приволжско-Уральского военного округа
- с 1991 года — заместитель командира отдельного разведывательного батальона гвардейской мотострелковой дивизии
- начало 1990-х — советник-инструктор по подготовке разведывательных подразделений в мотострелковых войсках Республики Мозамбик
- в 1995 году — окончил Военную орденов Ленина и Октябрьской Революции Краснознаменную ордена Суворова академию им. М.В. Фрунзе, г. Москва (диплом с отличием)
- с 1995 по 1998 год — офицер, старший офицер, заместитель начальника отдела  разведывательного управления штаба  Главного управления командующего ВВ МВД России (г. Москва)
- с 1999 года — заместитель начальника  разведывательного управления – начальник отдела штаба ГК ВВ МВД России
- в 2000 году — окончил курсы Военной академии Генерального штаба Вооружённых Сил Российской Федерации
- в 2005 году — окончил Российскую академию государственной службы при Президенте Российской Федерации (диплом с отличием)
- с 2005 года — заместитель командующего войсками Сибирского округа внутренних войск МВД России по чрезвычайным ситуациям, г. Новосибирск
- в 2008 году — в составе миротворческого контингента ССПМ находился в Южной Осетии, в момент начала войны в Грузии находился в Цхинвали и участвовал в обороне города.
- с 2010 года — заместитель командующего войсками Центрального регионального командования внутренних войск МВД по чрезвычайным ситуациям России, г. Москва
- с 2016 года — первый заместитель командующего Приволжским округом войск национальной гвардии Российской Федерации (г.Нижний Новгород)

## Награды
- Орден Святого Георгия IV степени № 007 (25.05.2009)
- Два Ордена Мужества
- Орден «За военные заслуги»
- Орден «Александра Невского»
- Медаль ордена «За заслуги перед Отечеством» II степени
- Медаль Жукова
- Юбилейная медаль «300 лет Российскому флоту»
- Медаль «В память 850-летия Москвы»
- Медаль «За отличие в воинской службе 2 степени»
- Юбилейная медаль «70 лет Вооружённых Сил СССР»
- Медаль «За укрепление боевого содружества» (Минобороны)
- Медаль «За воинскую доблесть» (МВД)
- Медаль «За безупречную службу» 1 степени
- Медаль «За безупречную службу» 2 степени
- Медаль «За безупречную службу» 3 степени
- Медаль «200 лет МВД России»
- Медаль «200 лет внутренним войскам МВД России»
- Памятный знак «90 лет военной разведке»
- Нагрудный знак «Воину-интернационалисту»
- Орден Дружбы (23.08.2018, Южная Осетия)[1]

## Воинское звание
- 2012 год — генерал-лейтенант

## Ранения / контузии
- 1999 год
- 2003 год
- 2008 год

## Цитаты
http://www.kvoku.org/images/kvoku/pages/urasov/urasov.htm:

…Вся  жизнь генерал-лейтенанта Михаила Урасова – служба с 1995 года – сплошная чрезвычайная ситуация.  Когда пришел он во внутренние войска, которые уже во всю воевали, а разведуправление только-только начали формировать. Армейцы, имеющие зарубежный «горячий» стаж, создавали разведорганы, отряды спецназа, обучали людей, принимали участие в конкретных боевых действиях на кавказском «театре военных действий»— из очерка, журнал внутренних войск МВД России «На боевом посту» (март 2010 года)
http://www.kvoku.org/images/kvoku/pages/urasov-2/urasov-2.htm:

«..Если ты командир, на котором лежит большая ответственность, то в любом случае должен понимать, что происходит, в каких целях действуешь и ради каких интересов. И потом, каждому разумному человеку, независимо от того, военный он или гражданский, свойственно все оценивать через призму его уровня знаний, его кругозора, пропускать поток информации через себя и принимать необходимое решение»— // Советская Сибирь : газета. — 2010. — № 83, 7 мая